# Sparattanthelium tupiniquinorum
Sparattanthelium tupiniquinorum är en tvåhjärtbladig växtart som beskrevs av Carl Friedrich Philipp von Martius. Sparattanthelium tupiniquinorum ingår i släktet Sparattanthelium och familjen Hernandiaceae. Inga underarter finns listade i Catalogue of Life.